# Dixie Rock
| Recensione | Giudizio |
| ---------- | -------- |
| AllMusic   |          |

Dixie Rock è il quinto album dei Wet Willie, pubblicato dalla Capricorn Records nel febbraio del 1975.
Il brano Leona raggiunse la posizione numero 69 della classifica Billboard del marzo 1975  Archiviato il 19 marzo 2017 in Internet Archive..

## Tracce
Lato A
1. She's My Lady – 3:28 (John Anthony)
2. Ain't He a Mess – 2:58 (Lewis Ross, John Anthony)
3. Dixie Rock – 5:07 (Jack Hall, Jimmy Hall, Ricky Hirsch)
4. Poor Judge of Character – 3:23 (Ricky Hirsch)
5. Mama Didn't Raise No Fools – 5:03 (Jack Hall, Jimmy Hall, Ricky Hirsch, John Anthony, Lewis Ross, Ella Avery)

Durata totale: 19:59
Lato B
1. It's Gonna Stop Rainin' Soon – 4:02 (Jack Hall, Jimmy Hall)
2. Jailhouse Moan – 4:25 (Jimmy Hall, Ricky Hirsch)
3. He Set Me Free – 1:27 (Albert Brumley)
4. Leona – 4:39 (Jimmy Hall, Jack Hall)
5. Take It to the Music – 3:35 (Ricky Hirsch)

Durata totale: 18:08

## Formazione
- Jimmy Hall - voce solista, armonica, sassofono alto, percussioni
- Jack Hall - basso, accompagnamento vocale
- Ricky Hirsch - chitarra solista, chitarra bottleneck, chitarra acustica, accompagnamento vocale
- John Anthony - tastiere, chitarra ritmica
- Lewis Ross - batteria, congas, percussioni
- Ella Avery (The Williettes) - accompagnamento vocale, cori
- Ella Avery - voce (in duetto con Jimmy Hall nel brano: Mama Didn't Raise No Fools)
- Donna Hall (The Williettes) - accompagnamento vocale, cori
- Donna Hall - voce (in duetto con Jimmy Hall nel brano: Take It to the Music)

Musicisti aggiunti:
- Tom Dowd - percussioni (brano: Take It to the Music)
- Mama Hall - pianoforte, accompagnamento vocale (brano: He Set Me Free)
- Susan Hall - accompagnamento vocale (brano: He Set Me Free)
- Mike Duke - accompagnamento vocale, cori (aggiunti)
- Joyce Knight - accompagnamento vocale, cori (aggiunti)

Note aggiuntive:
- Tom Dowd - produttore (per la Capricorn Records, Inc.)
- Registrazioni effettuate al Capricorn Sound Studios di Macon, Georgia (U.S.A.) nel novembre del 1974
- Ovie Sparks - ingegnere del suono
- Tony Humphreys (Humphries) - ingegnere del suono
- Richard Schoff - assistente ingegnere del suono

Ringraziamenti
- Mike Hyland
- Chuck Duck Mintz
- Dennis Coleman
- Albhy Galuten
- Twiggs for Boogie
- Tony for Valor[3]